# 美麗的閃電
《美麗的閃電》（日语： Utsukushi Inazuma */?）是日本女子偶像組合SKE48的第12張單曲作品，於2013年7月17日由avex trax發售。與唱片同名的主打A面曲《美麗的閃電》，是与以往青春元气的曲风相异的一首有成熟感的作品。

## 簡介
这张单曲的销售口号是“当被你碰到，我就像被闪电击中”（日语：キミに触れた時、僕は稲妻に打たれた）
此張單曲的發行時間與前作、SKE48的第11張單曲唱片《巧克力的奴隶》間隔約6個月，共發行Type-A、Type-B與Type-C三個標準版本，與限量的劇場版（劇場盤，又稱為「mu-mo盤」）。Type-A、-B、-C除了原本的音樂CD外，也附有收錄了歌曲MV的DVD，劇場版則無。除此之外，三個標準版又分別發行有限量的「初回版」與常態銷售的普通版，二版本在主體產品的CD與DVD內容上完全一樣，主要的差異在於封面及附贈的特典產品不同——初回版不仅多附了全國握手會參加替換券1枚，SKE48 重温时间 最佳曲目 2013投票券一枚，还隨機任選一張附入、印有16名不同选拔成員的生写真。
根據SKE48連續數張單曲唱片的慣例，除了被挑選負責演唱主打A面曲的「選拔組」外，會將SKE48的成員分為「白組」、「紅組」等成員不重複的小分組負責演唱不同的B面曲曲目。但由于在4月13日的演唱会时宣布将成员打乱并重新分组，所以在本次的新單曲中打破了這個傳統，由重新分组后重新组成的Team S，Team KII，Team E及研究生分别演唱四种版本中的第一B面曲，還另外劃分了由成员出口阳选拔的「精选8」（セレクション8）與出演赛艇大赛广告的「赛艇选拔」（ボートピア選抜）兩個小分組，再加上出演了《SKE48的魔法廣播3》的9名成员与前成员所組成的「魔法乐队」（マジカルバンド），分別負責不同B面曲的演唱。而由於有以各个队伍名义演唱的乐曲，此張單曲中所有SKE48成員實際上都至少參與了一首以上的歌曲。
主打曲《美麗的閃電》的MV，是在冲绳县拍摄。由于白組與紅組所演唱的B面曲此次不复存在，此次拍摄了MV的B面曲是由三个正规队伍所演唱的B面曲。
这张单曲主打曲的首次表演，是在6月8日举行的AKB48超级嘉年华 〜 日产体育场 好小！才不小！ 〜这一演唱会上。

## 銷售成績
单曲发售首周以51.1万张的销量夺得Oricon单曲周榜冠军。凭借此成绩，她们成为继AKB48之后第二组连续3张单曲首周销量超过50万的女性艺人。这也是SKE48的连续第8次周榜首位，仅次于AKB48和粉紅淑女（ピンク・レディー）。发售次周以9.5万张再夺周冠，继2011年Maximum The Hormone的《GREATEST THE HITS 2011～2011》以来2年零4个月再次有单曲在Oricon周榜连冠。
此單曲銷量為623,978張奪得Oricon7月月榜第一位。

## 版本與收錄內容

### Type-A
Type-A版本的封面照片是由大矢真那、新土居沙也加、松井珠理奈、向田茉夏、矢方美紀5位成員共同拍攝，封底則是演唱本版本收錄曲《JYURI-JYURI BABY》的新Team S的16名成員之劇照。此版本的收錄內容如下：
CD
1. 《美麗的閃電》
2. 《JYURI-JYURI BABY》
3. 《穿过夜晚》（スルー・ザ・ナイト）
4. 《美麗的閃電》純配樂（off vocal）版
5. 《JYURI-JYURI BABY》純配樂版
6. 《穿过夜晚》純配樂版

DVD
1. 《美麗的閃電》MV
2. 《JYURI-JYURI BABY》MV
3. 特典影片 I「SKE48 Team对抗！闪电！真格料理对抗」（SKE48チーム対抗!稲妻!ガチクッキングバトル）前編

初回版附贈特典
- 全國握手會參加替換券1枚
- SKE48 重温时间 最佳曲目 2013投票券一枚
- 选拔成员生写真（全16種，隨機附贈1種）

### Type-B
Type-B版本的封面照片是由石田安奈、大場美奈、古川愛李、古畑奈和、松井玲奈5位成員共同拍攝，封底則是演唱本版本收錄曲《只有两个人的游行》的新Team KII的15名成員之劇照。此版本的收錄內容如下：
CD
1. 《美麗的閃電》
2. 《只有两个人的游行》（2人だけのパレード）
3. 《青春的水花》（青春の水しぶき）
4. 《美麗的閃電》純配樂版
5. 《只有两个人的游行》純配樂版
6. 《青春的水花》純配樂版

DVD
1. 《美麗的閃電》MV
2. 《只有两个人的游行》MV
3. 特典影片 II「SKE48 Team对抗！闪电！真格料理对抗」中編

初回版附贈特典
- 全國握手會參加替換券1枚
- SKE48 重温时间 最佳曲目 2013投票券一枚
- 选拔成员生写真（全16種，隨機附贈1種）

### Type-C
Type-C版本的封面照片是由木崎由里亚 （木﨑ゆりあ）、須田亞香里、高柳明音、木下有希子、木本花音、菅奈奈子6位成員共同拍攝，封底則是演唱本版本收錄曲《莎啦啦的日历》的新Team E的16名成員之劇照。此版本的收錄內容如下：
CD
1. 《美麗的閃電》
2. 《莎啦啦的日历》（シャララなカレンダー）
3. 《来组建乐队吧》（バンドをやろうよ）
4. 《美麗的閃電》純配樂版
5. 《莎啦啦的日历》純配樂版
6. 《来组建乐队吧》純配樂版

DVD
1. 《美麗的閃電》MV
2. 《莎啦啦的日历》MV
3. 特典影片 III「SKE48 Team对抗！闪电！真格料理对抗」後編

初回版附贈特典
- 全國握手會參加替換券1枚
- SKE48 重温时间 最佳曲目 2013投票券一枚
- 选拔成员生写真（全16種，隨機附贈1種）

### 劇場版
劇場版是由唱片發行公司avex trax旗下所屬的網路商店「mu-mo shop」所專賣的限量發行版本，需先透過該網站以登記抽獎的方式取得購買資格後才能購入。此版本的唱片封面是入選A面曲選拔組的16名成員之合照。雖然隨唱片附贈有特典產品，但卻是唯一沒有內附DVD的版本。此版本的收錄內容如下：
CD
1. 《美麗的閃電》
2. 《骤雨之前》（夕立の前）
3. 《SKE48 12th Single Medley》
4. 《美麗的閃電》純配樂版
5. 《骤雨之前》純配樂版

附贈特典
- 個別握手会参加券（1枚）
- SKE48 重温时间 最佳曲目 2013投票券一枚

## 歌曲與選拔成員
此次發行的單曲，四個唱片版本共包含了包括唱片同名A面曲在內的八首歌曲。每一版本都收录了一首由新组成的队伍演唱的歌曲及一首由分队演唱的歌曲。原則上各版本都收錄了三首歌，唯一的例外是劇場版，一共收錄了两首歌，但也收录了有所有曲目混合成的“SKE48 12th Single Medley”。
以下所提及的成員分組以重新分组后的狀態為準。

### 美麗的閃電
單曲唱片的主打A面曲《美麗的閃電》（美しい稲妻）是SKE48与以往单曲主打曲风格相异的较成熟的乐曲。由總製作人秋元康作詞，福田貴史作曲，佐佐木裕编曲。这首歌曲的MV在沖繩縣國頭郡本部町的和同町山里的拱榕树林两处摄影。此曲同时也被采用为GMO Click证券公司「日本游泳代表队应援」这一广告的广告曲 。
擔任此曲中央位置（center）成員的是松井珠理奈与松井玲奈。參與此曲演唱的「選拔組」成員名單如下：
- Team S：石田安奈、大矢真那、木崎由里亚 （木﨑ゆりあ）、新土居沙也加、松井珠理奈、向田茉夏、矢方美紀
- Team KII：大場美奈、須田亚香里、高柳明音、古川愛李
- Team E：木下有希子、木本花音、菅奈奈子（日语：菅なな子）、古畑奈和、松井玲奈

在成員名單中，自2013年4月起以兼任成員身份加入SKE48的AKB48成員大场美奈与新土居沙也加和古畑奈和，是第一次獲選進入SKE48的選拔成員名單，这也是大场第一次进入一张单曲的主打曲的选拔。至于木下有希子上一次入选选拔组，则是在1年8个月前的《Okey Dokey》（オキドキ）中。在上一張單曲的選拔成員中，除了解除兼任的北原里英与离开组合于5月6日毕业的矢神久美、小木曽汐莉、秦佐和子之外，其他人均仍在选拔名单。

### JYURI-JYURI BABY
收錄於Type-A中的《JYURI-JYURI BABY》一曲，从女性的角度来捕捉男女之间的相思之情。是由秋元康作詞，Zenith作曲，若田部誠编曲，在MV中，演员袴田吉彦出演了“恶魔”这一角色。本曲是重新分组后Team S成员所演唱，擔任此曲中央位置成員的是松井珠理奈。其成員名單如下：
- Team S：阿比留李帆、石田安奈、磯原杏華、江籠裕奈、大矢真那、木崎由里亚、後藤理沙子、斉藤真木子、佐藤聖羅、都築里佳、出口陽、中西優香、新土居沙也加、松井珠理奈、向田茉夏、矢方美紀

### 穿过夜晚
收錄於Type-A之中的《穿过夜晚》（スルー・ザ・ナイト）一曲，是由秋元康作詞，Fujinotakafumi作曲，増田武史编曲。本曲是由出口阳作为制作人选出的《週刊Playboy》的企划“出口阳精选8”（出口陽セレクション8）的8人组成的「精选8」（セレクション8）所演唱，擔任此曲中央位置成員的是出口阳。其成員名單如下：
- Team S：佐藤聖羅、出口陽
- Team KII：竹内舞、二村春香
- Team E：岩永亚美、金子栞、鬼頭桃菜、菅奈奈子

其中出口阳在继I love you 我愛你！演唱《光晕》之后继续进入精选8的名单

### 只有两个人的游行
收錄於Type-B之中的《只有两个人的游行》（2人だけのパレード），表达了在一对怀有淡淡的情感的男女中女方的思绪。是由秋元康作詞，小澤正澄作曲，野中MASA雄一编曲。这首歌曲的MV是在靜岡縣靜岡市清水区三保的三保飛行場的跑道上拍摄的。本曲是重新分组后Team KII成员所演唱，擔任此曲中央位置成員的是高柳明音。其成員名單如下：
- Team KII：内山命、大場美奈、加藤智子、加藤瑠美（加藤るみ）、小林亚实、佐藤实绘子、柴田阿弥、須田亚香里、高木由麻奈、高柳明音、竹内舞、二村春香、古川愛李、松本梨奈、山下由加里（山下ゆかり）

### 青春的水花
收錄於Type-B之中的《青春的水花》（青春の水しぶき）一曲是由秋元康作詞，作曲，武藤星児编曲。本曲由组合中超过20岁的成员组成的「赛艇选拔」（ボートピア選抜）演唱。这首歌也被选用为名古屋赛艇场「疾走篇」的广告曲。擔任此曲中央位置成員的是松井玲奈。其成員名單分別如下：
- Team S：大矢真那、矢方美紀
- Team KII：須田亚香里、高柳明音、古川愛李
- Team E：松井玲奈
- 研究生：松村香織

### 莎啦啦的日历
收錄於Type-C之中的《莎啦啦的日历》（シャララなカレンダー），表现了10代女生酸甜的恋爱感。是由秋元康作詞，MIKOTO作曲，早川暁雄编曲。这首歌曲的MV是在茨城縣水戶市堀町的水户市立西部图书馆拍摄的。本曲是重新分组后Team E成员所演唱，擔任此曲中央位置成員的是木本花音与松井玲奈。其成員名單如下：
- Team E：東李苑、井口栞里、市野成美、岩永亚美、梅本圓（梅本まどか）、金子栞、鬼頭桃菜、木下有希子、木本花音、酒井萌衣、菅奈奈子、古畑奈和、松井玲奈、水埜帆乃香、宮前杏実、山田澪花

东李苑是首次参加SKE48的单曲录制。

### 来组建乐队吧
收錄於Type-C之中的《来组建乐队吧》（バンドをやろうよ）一曲是由秋元康作詞，粟津彰作曲，野中MASA雄一编曲。演唱此曲的「魔法乐队」（マジカルバンド）是由出演了日本电视台《SKE48的魔法廣播3》的9名主要演员所組成，由于节目早已于4月7日结束，使得部分参与此曲的成员在唱片发行时已离开组合，擔任此曲中央位置成員的是北原里英。其成員名單如下：
- Team S：木崎由里亚
- Team KII：高柳明音
- Team E：木本花音
- AKB48 Team K：北原里英
- 毕业生：小木曽汐莉、秦佐和子、矢神久美

### 骤雨之前
收錄於剧场盘之中的《骤雨之前》（夕立の前），是由秋元康作詞，作曲，野中MASA雄一编曲。本曲是重新分组后仍属于研究生的成员所演唱，擔任此曲中央位置成員的是北川綾巴。其成員名單如下：
- 研究生：青木詩織、井田玲音名、犬塚朝奈（犬塚あさな）、大脇有紗、荻野利沙、折戸愛彩、鎌田菜月、北川綾巴、北野瑠華、北原侑奈、熊崎晴香、後藤真由子、佐佐木柚香、空美夕日、竹内彩姫、野口由芽、日高優月、松村香織、矢野杏月、山田樹奈、山田瑞穗（山田みずほ）、山本由香

这也是六期生首次参加SKE48的单曲录制。

## 外部連結
- SKE48官方网站内唱片介绍页面（日語）
  - TYPE-A 初回限量盤 （页面存档备份，存于） 通常盤 （页面存档备份，存于）
  - TYPE-B 初回限量盤 （页面存档备份，存于） 通常盤 （页面存档备份，存于）
  - TYPE-C 初回限量盤 （页面存档备份，存于） 通常盤 （页面存档备份，存于）
  - 劇場盤 （页面存档备份，存于）
- SKE48官方YouTube頻道公開播放影片：
  - YouTube上的《美麗的閃電》MV（特别编辑版）
  - YouTube上的《JYURI-JYURI BABY》MV（特别编辑版）
  - YouTube上的《只有两个人的游行》MV（特别编辑版）
  - YouTube上的《莎啦啦的日历》MV（特别编辑版）
- Oricon官网专访 （页面存档备份，存于）